# Suchańska Góra
Suchańska Góra (81,6 m) – rozległe wzgórze, w niektórych źródłach noszące również nazwę „Cygańska Góra”, położone w woj. pomorskim na obszarze miasta Gdańska, w obrębie osiedla-dzielnicy Suchanino.
Polska mapa wojskowa z okresu międzywojennego podaje polski egzonim "Cyganki" do niemieckiej nazwy Zigankenberg. Oprócz tego przedwojenne źródła podają inny najwyższy szczyt na obecnej Górze Cygańskiej o wysokości 85,7 m n.p.m. w okolicy ujęcia wody przy ulicy Paganiniego. Obecnie ten szczyt może posiadać inną wysokość w związku z częściową niwelacją terenu w trakcie i po II wojnie światowej, oraz zabudową osiedla „Suchanino”. Obecnie najwyższy szczyt sytuowany jest na terenie szkoły podstawowej nr 43.